# Maeva
Pour les articles homonymes, voir Maeva (homonymie).
Maëva ou Maeva est un prénom féminin qui vient du polynésien maeva, « bienvenu(e) », et du terme malgache homonyme qui signifie « belle » ou « élégante ».
Maeva ou Maëva est devenu un prénom en France dans les années 1970 mais a mis une petite dizaine d'années à atteindre une réelle popularité, avec un pic d'attribution du prénom dans les années 1980 à 2000.
La fête correspondante dans le calendrier chrétien est le 30 octobre, jour de la Sainte-Bienvenue.
Quelques Maeva, ou Maëva, célèbres :
- Maëva Coucke, Miss France en 2018 ;
- Maeva Ghennam, influenceuse française ;
- Maeva Mellier, une taekwondoïste française ;
- Maeva Méline, chanteuse et actrice française ;
- Maëva Orlé, joueuse française de volley-ball ;
- Maeva Schublin, Miss Mayotte en 2004 ;
- Maëva Squiban, coureuse cycliste française.